# Mesorregión de Serrana

Mesorregión de Serrana. Santa Catarina.

La mesorregión Serrana era una de las seis mesorregiones del estado brasileño de Santa Catarina.
En 2017, el Instituto Brasileño de Geografía y Estadística (IBGE) extinguió las mesorregiones y microrregiones, creando un nuevo marco regional con nuevas divisiones geográficas denominadas, respectivamente, regiones geográficas intermedias e inmediatas.